# Roiera
Roiéra (en francès Royères) és un municipi francès situat al departament de l'Alta Viena i a la regió de la Nova Aquitània.

## Demografia
| 1962                                       | 1968 | 1975 | 1982 | 1990 | 1999 | 2007 |
| ------------------------------------------ | ---- | ---- | ---- | ---- | ---- | ---- |
| 488                                        | 546  | 576  | 779  | 855  | 795  | 835  |
| Des de 1962: població sense dobles comptes |      |      |      |      |      |      |

## Administració
| Període | Identitat                 | Partit |
| ------- | ------------------------- | ------ |
| 2001-   | Martine Tandeau-de-Marsac |        |